# 藤田雅也
藤田 雅也（ふじた まさや）は、日本の彫刻家、教育学者（美術教育）、教育者。学位は修士（教育学）（愛知教育大学・2002年）。静岡県立大学短期大学部こども学科准教授、行動美術協会会友、一般社団法人日本美術家連盟会員。
愛知県高浜市立高浜中学校教諭、愛知県愛知郡東郷町立東郷中学校教諭、名古屋経済大学短期大学部保育科准教授などを歴任した。

## 来歴

### 生い立ち
国が設置・運営している愛知教育大学に進学し、教育学部の小学校教員養成課程にて学んだ。2000年（平成12年）3月、愛知教育大学を卒業した。そのまま愛知教育大学の大学院に進学し、教育学研究科の芸術教育専攻にて学んだ。2002年（平成14年）3月、愛知教育大学の大学院を修了した。それに伴い、修士（教育学）の学位を取得した。

### 彫刻家として
大学院修了後、2008年（平成20年）9月に行動美術協会の「行動展」で新人賞を受賞している。2009年（平成21年）9月には行動展で建畠覚造賞を受賞している。以降も彫刻家として活動を続けていた。また、後進の育成にも努めていた。愛知県教育委員会に採用され、2002年（平成14年）4月に高浜市が設置・運営する高浜市立高浜中学校の教諭として赴任した。2005年（平成17年）4月、東郷町が設置・運営する東郷町立東郷中学校に転任し教諭を務めた。その後、市邨学園が設置・運営する名古屋経済大学に採用され、2008年（平成20年）4月より短期大学部にて保育科の講師を専任で務めた。2011年（平成23年）4月には、名古屋経済大学の短期大学部にて保育科の准教授に昇任した。2016年（平成28年）4月、県と同名の公立大学法人が設置・運営する静岡県立大学に転じることになり、短期大学部のこども学科にて准教授に就任した。

## 作風
専門は彫刻であり、特に石を素材とする彫刻に取り組んでいた。公募展である行動展などで活動しており、2008年（平成20年）9月に新人賞を受賞し、2009年（平成21年）9月に建畠覚造賞を受賞している。以降、行動展においては2010年（平成22年）9月に会友賞を、2011年（平成23年）9月には行動美術賞を、それぞれ受賞している。また、瀬戸市美術展においては、2006年（平成18年）9月には大賞を、2017年（平成29年）10月には市長賞を、それぞれ受賞している。

## 教育・研究
研究者としての専門は教育学であり、美術教育に関する分野について研究していた。具体的には、学校での美術鑑賞の授業において、そのモデルの拡充や普及について研究していた。また、保育者養成課程において、造形阜ｻの授業の展開について研究していた。そのほか、石を素材とする彫刻の制作に取り組んでいた。
学術団体としては、日本美術教育学会、美術科教育学会、大学美術教育学会、日本保育学会、日本美術家連盟、アジア文化造形学会、国際美術教育学会、などに所属した。

## 略歴
- 2000年 - 愛知教育大学教育学部卒業[1]。
- 2002年 - 愛知教育大学大学院教育学研究科修了[1]。
- 2002年 - 高浜市立高浜中学校教諭[5]。
- 2005年 - 東郷町立東郷中学校教諭[5]。
- 2008年 - 名古屋経済大学短期大学部保育科講師[5]。
- 2011年 - 名古屋経済大学短期大学部保育科准教授[5]。
- 2016年 - 静岡県立大学短期大学部こども学科准教授[5]。

## 賞歴
- 2006年 - 瀬戸市美術展大賞[3]。
- 2008年 - 行動展新人賞[3]。
- 2009年 - 中部行動展優秀賞[3]。
- 2009年 - 行動展建畠覚造賞[3]。
- 2010年 - 中部行動展東海テレビ賞[3]。
- 2010年 - 行動展会友賞[3]。
- 2011年 - 行動展行動美術賞[3]。
- 2012年 - 中部行動展佳作賞[3]。
- 2017年 - 瀬戸市美術展市長賞[3]。

## 著作

### 共著
- 淺野卓司編著、江村和彦ほか著『ドキドキワクワクでみんなくぎづけ! 3・4・5歳児の造形活動おまかせガイド――実習にも便利な季節別・難易度別アイデア100』明治図書、2011年。ISBN 978-4-18-081425-1
- 磯部錦司編著『造形表現・図画工作』建帛社、2014年。ISBN 978-4-7679-2107-5
- 磯部錦司編著『造形表現・図画工作』2版、建帛社、2018年。ISBN 978-4-7679-5076-1

### 編纂
- 辻泰秀監修・編著、芳賀正之・髙橋智子・藤田雅也編著『造形教育の教材と授業づくり』日本文教出版、2012年。ISBN 978-4-536-60056-9

### 寄稿、分担執筆、等
- 樋口一成企画・編集、水上喜行・樋口一成監修『素材>学年>時間>動詞で検索する造形教材』愛知教育大学出版会、2008年。ISBN 978-4-903389-25-7
- 東山明監修『図工科ニューヒット教材集』1巻、明治図書、2010年。ISBN 978-4-18-782118-4
- 東山明監修『図工科ニューヒット教材集』2巻、明治図書、2010年。ISBN 978-4-18-782212-9
- 東山明監修『図工科ニューヒット教材集』3巻、明治図書、2010年。ISBN 978-4-18-782316-4
- 東山明監修『図工科ニューヒット教材集』4巻、明治図書、2010年。ISBN 978-4-18-782410-9
- 東山明監修『図工科ニューヒット教材集』5巻、明治図書、2010年。ISBN 978-4-18-782514-4
- 福田隆眞・福本謹一・茂木一司編『美術科教育の基礎知識』4訂版、建帛社、2010年。ISBN 978-4-7679-2101-3
- 東山明監修、山野てるひ・竹井史・淺野卓司編『幼児の造形ニューヒット教材集』1巻、明治図書、2012年。ISBN 978-4-18-031712-7
- 東山明監修、淺野卓司・竹井史・山野てるひ編『幼児の造形ニューヒット教材集』2巻、明治図書、2012年。ISBN 978-4-18-031816-2
- 辻泰秀編著『幼児造形の研究』萌文書林、2014年。ISBN 978-4-89347-196-3
- 小川英彦編著『基礎から学ぶ障害児保育』ミネルヴァ書房、2017年。ISBN 978-4-623-07991-9
- 竹井史編著『造形表現』一藝社、2018年。ISBN 978-4-86359-155-4
- 大橋功監修・編著、新関伸也ほか編著『美術教育概論』新訂版、日本文教出版、2018年。ISBN 978-4-536-60103-0
- 樋口一成編著『幼児造形の基礎――乳幼児の造形表現と造形教材』萌文書林、2018年。ISBN 978-4-89347-311-0

### 註釈
1. ↑  愛知教育大学は国が設置していたが、のちに国立大学法人愛知教育大学に移管された。